# Боржомская и Бакурианская епархия
Боржо́мская и Бакуриа́нская епа́рхия (груз. ბორჯომისა და ბაკურიანის ეპარქია) — епархия Грузинской православной церкви на территории Боржомского муниципалитета.

## История
В 1978 году была создана Самцхе-Джавахетинская епархия, которая в том числе включала Боржомскую долину.
Боржомская и Ахалкалакская епархия была учреждена 5 апреля 1995 года с кафедрой в Боржоми, будучи выделена из состава Ахалцихской. Было восстановлено и построено немало новых храмов, из которых особо примечателен «Новый Саров» — храм во имя Серафима Саровского в Боржомском лесу.
17 октября 2002 года в связи с выделением Ахалкалакской епархии, епархия стала именоваться Боржомской и Бакурианской.
По словам митрополита Боржомского и Бакурианского Серафима (Джоджуа) (2010 год):

Она небольшая, с населением около 40 тысяч человек. Боржоми — маленький курортный городок, в нём проживают 18 тысяч человек. Славится он минеральной водой «Боржоми» <…> В городе 7 храмов, а в районе было воссоздано и заново построено 44 церкви, и еще идет строительство 8 новых церквей. Воскресная служба совершается в 25 храмах. Новый этап в жизни епархии — строительство кафедрального собора — трехнефной базилики в Бакуриани, горнолыжном курорте. Еще есть у нас малый кафедральный собор во имя святителя Николая, его построил наш соотечественник И. Н. Орджоникидзе. На освящение этого собора приехала вся мэрия Москвы. Это было 22 мая 2000 года, на Николин день.
Возможности у нас весьма скромные, население переживает материальные трудности. В прошлом в Боржоми каждый год приезжали от ста до трехсот тысяч туристов. Теперь приезжают всего несколько тысяч человек.

## Епископы
- 14 апреля 1995 — 25 апреля 2016 — Серафим (Джоджуа)
- 2 января 2017 — 20 ноября 2020 — Лазарь (Самадбегишвили)